# Naya Rivera
Pour les articles homonymes, voir Rivera.
Naya Rivera est une actrice, mannequin et chanteuse américaine née le 12 janvier 1987 à Valencia (Californie) et morte le 8 juillet 2020 dans le lac Piru (Californie).
Elle est révélée grâce à son rôle de Santana Lopez dans la série télévisée Glee (2009-2015), qui lui vaut plusieurs citations et récompenses, dont deux ALMA Awards ainsi que le Screen Actors Guild Award de la meilleure distribution pour une série télévisée comique. Elle porte ensuite le film indépendant d'horreur At the Devil's Door (2013) et joue dans la troisième saison de la série Devious Maids (2015), puis occupe l'un des rôles principaux de la série Step Up: High Water (2018-2019) aux côtés du chanteur Ne-Yo.

## Biographie

### Enfance et formation
Naya Marie Rivera naît le 12 janvier 1987, peu après le mariage de ses parents, George Rivera, un informaticien ayant notamment travaillé pour Disney et  Universal Music, et Yolanda White, ancien mannequin reconvertie dans l'immobilier. Elle a des origines porto-ricaines, afro-américaines et allemandes. Sa grand-mère maternelle, Clara White, est une figure du mouvement des droits civiques, qui a participé à la Marche sur Washington (1963), aux marches de Selma à Montgomery (1965) et aux émeutes de Chicago (1968). Son frère, Mychal (né en 1990), est joueur professionnel de football américain pour l'équipe des Raiders d'Oakland et sa sœur, Nickayla (née en 1994), est mannequin. Elle grandit à Valencia (Santa Clarita) en Californie. Ses parents divorcent en 1996 et sa mère épouse Charles Previtire trois ans plus tard. 

### Débuts précoces (1990-2000)
À huit ou neuf mois, elle commence à être représentée par le même agent artistique que sa mère, qui avait déménagé à Los Angeles. Elle apparaît dans des publicités pour Kmart, mais joue son premier vrai rôle en 1991 dans la série The Royal Family (en) où elle incarne Hillary Winston. La série reçoit des critiques positives, mais est arrêtée après le décès de Redd Foxx d'un arrêt cardiaque sur le plateau. Grâce à son interprétation convaincante, elle est sélectionnée pour le Young Artist Award de la meilleure interprétation par une jeune actrice.
Entre 1993 et 2003, elle multiplie les petits rôles, à la télévision, comme dans Le Prince de Bel-Air, La Vie de famille, Live Shot (en), Alerte à Malibu, Le Petit Malin, The Jersey (en), House Blend (es), La Guerre des Stevens.
Au cinéma, elle obtient un rôle mineur dans The Master of Disguise. La même année, elle apparaît aussi dans le clip des B2K Why I Love You. Elle est également engagée pour un épisode du Bernie Mac Show mais reste finalement pour dix épisodes jusqu'en 2006.
Elle incarne parallèlement des personnages mineurs dans Touche pas à mes filles et Les Experts : Miami (CSI: Miami).
En dehors des auditions et du cinéma, elle travaille comme nounou, démarcheuse téléphonique et hôtesse dans un magasin Abercrombie & Fitch. En 2006 et 2007, elle participe à la pièce de théâtre de Mark E. Swinton's, U Don't Know Me: The Musical, à Los Angeles avant de partir pour une tournée nationale.

### Gleeet révélation (2009-2015)

Logo original de la série télévisée Glee.

En 2009, Naya Rivera est révélée au grand public et accède à une notoriété plus importante grâce à son interprétation de Santana Lopez, une pom-pom girl dans la série musicale Glee, faisant partie d'une chorale de lycée.
Elle confie avoir participé à l'audition de la série pour avoir l'occasion de chanter, danser et jouer la comédie en même temps, mais aussi car elle aime beaucoup le travail de Ryan Murphy. Son personnage a un rôle plus important dans les neuf derniers épisodes de la première saison.
Après avoir gagné de l'importance dans la deuxième partie de la première saison, elle est promue au titre de personnage régulier au début de la deuxième saison. Elle chante son premier solo, Science Fiction/Double Feature (en) (The Rocky Horror Picture Show), dans le cinquième épisode de la deuxième saison, The Rocky Horror Glee Show. Pendant cette saison, son personnage change du tout au tout puisqu'elle se révéla être lesbienne. Naya Marie Rivera représenta Santana comme explorant sa sexualité, avec son amour pour sa meilleure amie, et avec ses difficultés à sortir du placard. Elle reçoit des critiques positives pour son interprétation,.
En janvier 2011, Naya Rivera apparaît dans une parodie de Nuthin' but a 'G' Thang appelée Nuthin' But a Glee Thang, co-écrit par Heather Morris. En février 2011, elle joue dans un spot publicitaire pour la marque Proactiv (en) dont elle en devient ensuite l'ambassadrice.

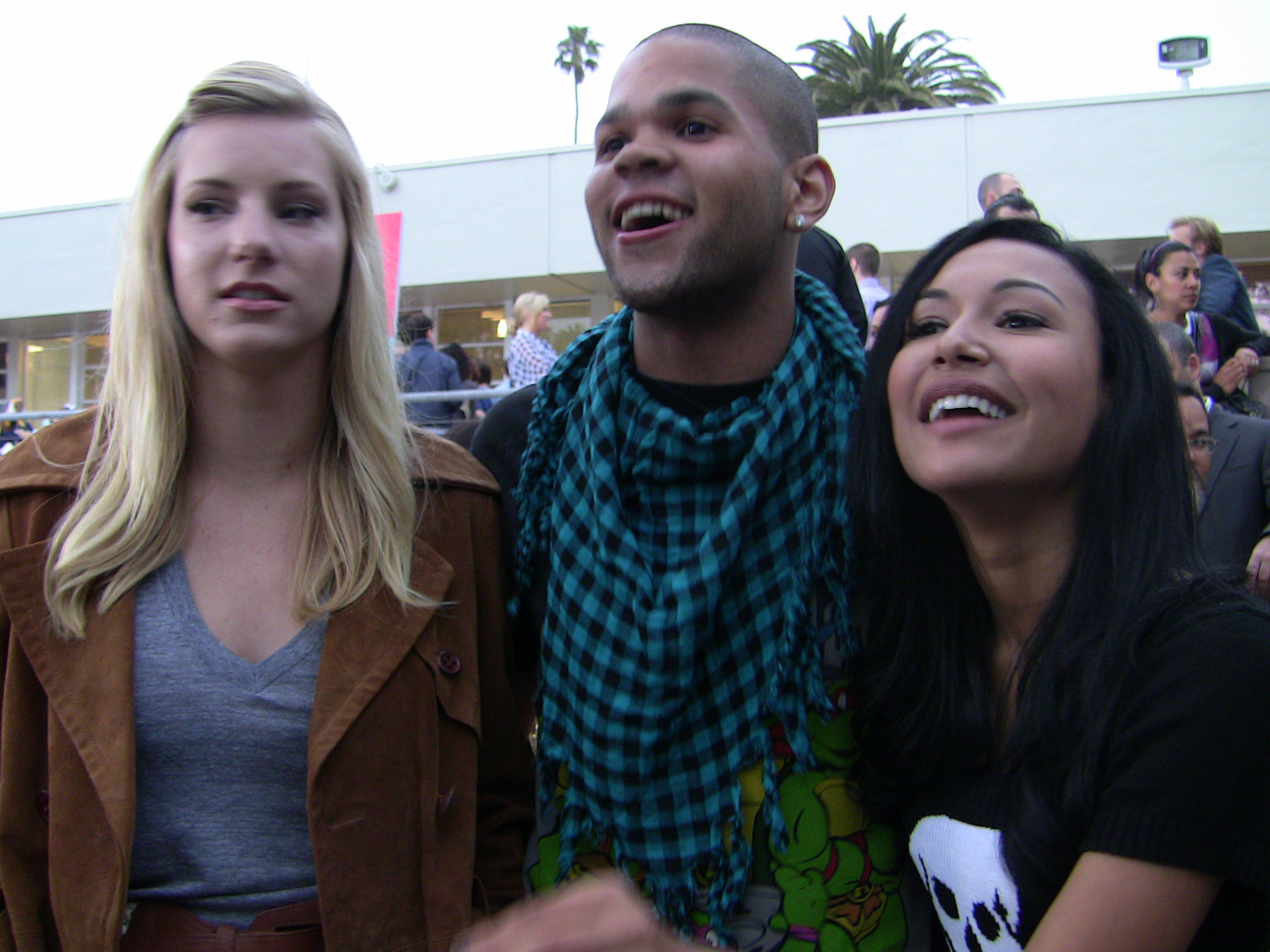
Heather Morris, Dijon Talton et Naya Rivera lors de l'avant-première de Glee à Santa Monica (Californie) en 2009.

En juillet 2011, elle est nommée dans deux catégories lors des ALMA Awards : « Meilleure artiste féminine musicale » et « Meilleure actrice dans une série télévisée comique ». Elle remporte celle de la meilleure artiste musicale. Elle reçoit de bonnes critiques pour son rôle et ses performances musicales dans la deuxième partie de la saison 2 et le début de la saison 3 de Glee. Fin 2011, elle fait partie de plusieurs classements, dont « HitFix's 25 Breakout Stars of 2011 », « TV Guide's Best Performances of 2011 » et « MTV's Best TV Characters of 2011 ».
En mai 2011, elle annonce avoir signé un contrat avec Columbia Records pour produire son premier album solo. Le même mois, elle présente les GLAAD Media Awards à San Francisco, une cérémonie de remises de prix qui récompense les œuvres, les médias et personnalités pour leur rôle dans la représentation de la communauté LGBT. En novembre 2011, elle chante en direct avec Amber Riley à la cérémonie « 10th Annual Celebration of Dreams Event for the Dream Foundation ».
Le 24 mars 2012, elle co-présente les 23e GLAAD Media Awards à New York avec Cory Monteith. Elle y partage un baiser avec John Stamos, gagnant 15 000 dollars. En mai 2012, elle confirme son retour pour la quatrième saison de Glee. Cette même année, elle est doublement récompensée lors de la cérémonie des ALMA Awards.

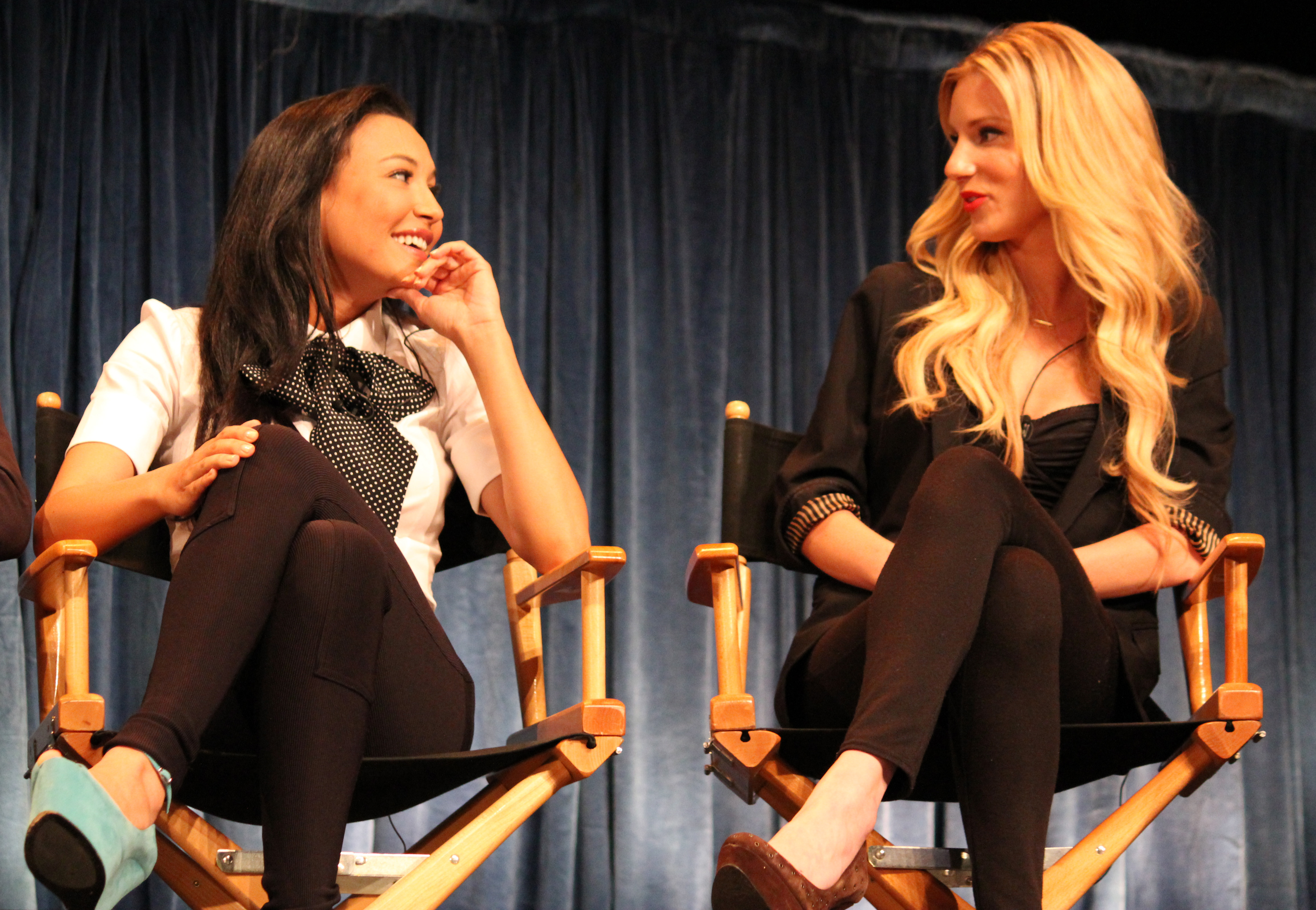
Naya Rivera et Heather Morris pendant une interview en 2011.

En octobre 2012, elle figure dans le troisième épisode de la nouvelle émission de MTV, This Is How I Made It (en). Dans cet épisode, elle raconte son enfance, sa carrière d'actrice, ainsi que ses débuts dans Glee.
En décembre 2012, elle chante la chanson Silent Night au Trevor Live. Le même mois, elle chante en duo Supermassive Black Hole de Muse avec le groupe 2Cellos et tourne dans leur clip[source secondaire souhaitée]. Le 3 février 2013, elle figure dans la publicité M&M's pour le Super Bowl XLVII,,. Cette même année, elle sort son premier single solo Sorry (en)en duo avec le rappeur Big Sean.

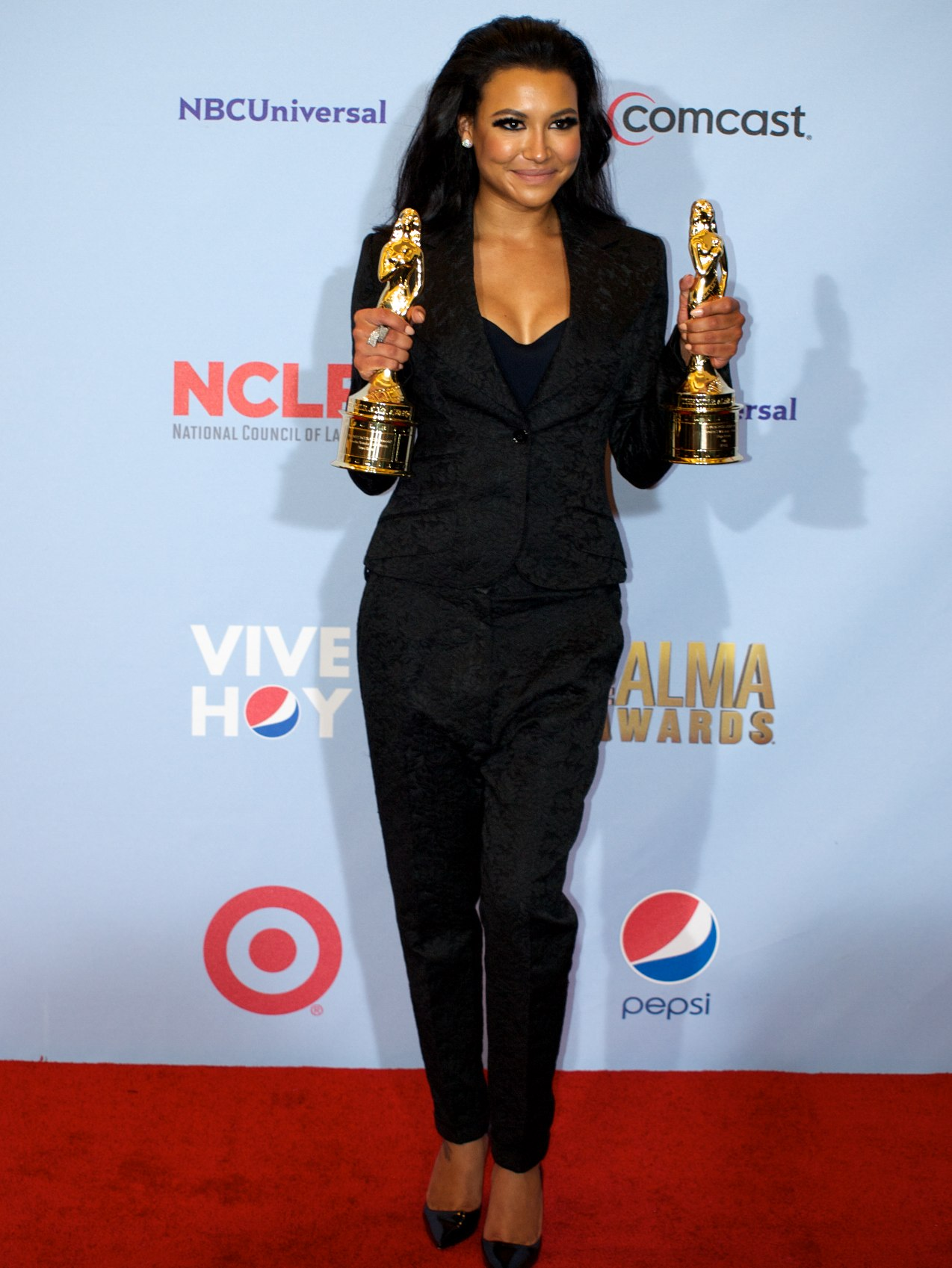
Naya Rivera aux ALMA Awards 2012.

En juillet 2014, il est annoncé que Naya Marie Rivera ne sera plus l'un des personnages principaux de la saison 6 de Glee, à sa demande, mais qu'elle apparaîtra dans quelques épisodes en tant que guest star. Cette même année, forte d'une nouvelle notoriété, elle se voit confier l'un des rôles principaux du film d'horreur At the Devil's Door.

### Diversification (2015-2020)
En 2015, peu de temps après l'arrêt de la série télévisée Glee, Naya Rivera rebondit et rejoint le casting de la troisième saison de la série télévisée qui succède à Desperate Housewives, Devious Maids par Marc Cherry. Initialement pressentie pour devenir la star de cette saison et présentée comme Blanca Alvarez la nouvelle "maid", son rôle ayant un impact important pour l'intrigue principale, il s'avère qu'elle n'est finalement qu'un personnage secondaire, qui apparaît dans un arc narratif de quelques épisodes.
En 2016, elle sort un livre autobiographique qui suscite une polémique : Sorry Not Sorry: Dreams, Mistakes and Growing Up et rejoint le casting du téléfilm Mad Families, une comédie aux côtés de Charlie Sheen, diffusée en 2017. Cette année-là, elle devient ambassadrice de la marque de soins capillaires Nioxin. Le 9 octobre 2016, elle est invitée à chanter l'hymne américain lors d'un match de football opposant les Rams de Los Angeles au Bills de Buffalo.
En juin 2017, elle rejoint l'adaptation télévisuelle de la saga cinématographique Sexy Dance, Step Up: High Water, pour incarner Collette Jones, la directrice de l'école. Elle partage la vedette aux côtés du chanteur Ne-Yo. La série est renouvelée par la plateforme YouTube Red pour une saison 2. Parallèlement, le 17 mars 2018, elle lance sa boutique en ligne Jojo&Izzy, site sur lequel elle vend des vêtements et accessoires pour enfants.
L'année suivante, la plateforme Youtube annule Step Up à l'issue de la seconde saison. Le 28 mai 2020, la chaîne de télévision américaine Starz annonce avoir racheté les droits de la série, préparant une saison 3 avec le casting original à laquelle Rivera devait prendre part.

## Vie privée
Naya Rivera fréquente pendant plusieurs mois son ancien collègue dans Glee, Mark Salling, en 2010. Peu après leur rupture, elle est accusée d'avoir saboté la voiture de l'acteur afin de se venger de ses infidélités ; elle et Mark ont nié ces accusations, ce dernier précisant qu'ils sont restés proches,,.
Elle est en couple avec le scénariste américain Matthew Hodgson d'avril 2011 à janvier 2013,. En avril 2013, elle commence à fréquenter le rappeur américain Big Sean. Au bout de six mois de relation, ils annoncent leurs fiançailles en octobre 2013. Cependant, ils se séparent en avril 2014.
Le 19 juillet 2014, elle se marie à Cabo San Lucas avec Ryan Dorsey, au bout de quelques mois de relation. Le 17 septembre 2015, elle donne naissance à leur premier enfant, un garçon prénommé Josey Hollis. En 2016, elle demande le divorce, après seulement deux années de mariage, demandant la garde de son fils et accordant un droit de visite à Ryan Dorsey. En octobre 2017, elle annule la demande de divorce, le couple voulant se donner une chance pour leur fils.
Le 25 novembre 2017, elle est arrêtée à la suite d'accusations de violences domestiques mineures sur son mari Ryan Dorsey. Il est révélé en décembre 2017 que l'actrice a bénéficié d'une assistance policière contre son mari trois fois durant leur relation.
En décembre 2017, il est révélé qu'elle a demandé de nouveau le divorce le 24 novembre 2017, la veille de son arrestation, demandant une garde alternée de son fils et refusant tout accès à une pension pour elle et Ryan Dorsey. Il est cependant annoncé que les charges contre Naya Marie Rivera ont été totalement abandonnées le 12 janvier 2018, la police de l'État de Virginie révélant qu'aucune violence n'avait été portée à l'encontre de Ryan Dorsey lors de la supposée arrestation,. Peu après ces révélations, la police de l'État de Californie a annoncé que l'actrice avait appelé les autorités trois fois contre Ryan Dorsey, celui-ci étant devenu violent lorsque l'annonce de la première demande de divorce avait été rendue publique.
Son divorce est finalement prononcé le 15 juin 2018. Les deux ex-époux se partageront la garde de leur fils et n'auront ni l'un ni l'autre accès à une pension.

### Livre autobiographique:Sorry Not Sorry

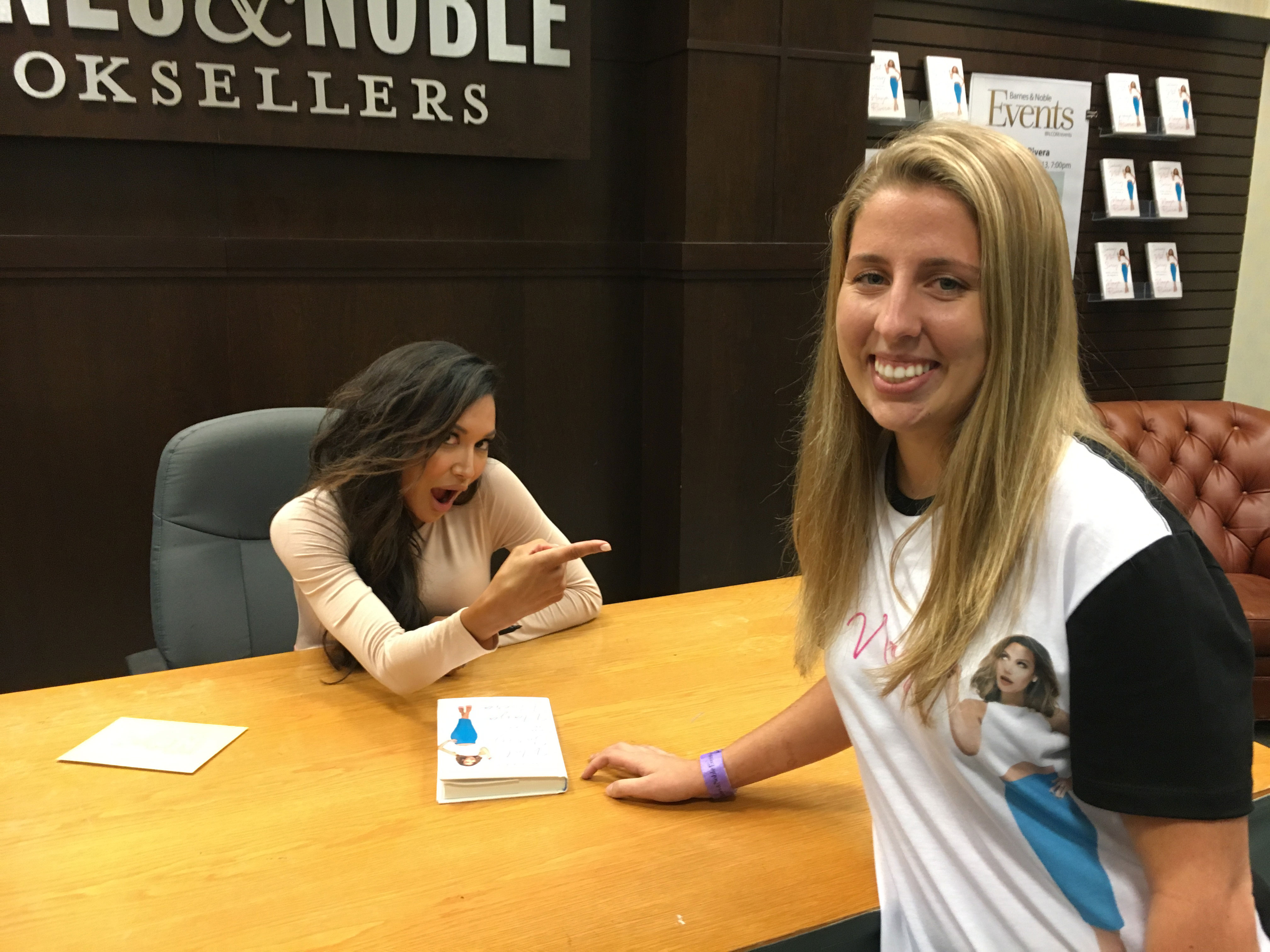
Naya Rivera lors d'une séance de dédicaces à la suite de la sortie de son autobiographie : Sorry Not Sorry en 2016.

Dans son livre, elle révèle avoir souffert d'anorexie dans son enfance et avoir eu recours à un avortement en 2010.
Elle livre également des confessions sur son ancien partenaire de la série Glee, Mark Salling, avec qui elle est sortie. Elle admet ne pas avoir été surprise par ses accusations de pédophilie et révèle que son attachée de presse lui avait conseillé de rompre avec l'acteur.
Elle parle aussi de sa réelle mais exagérée rivalité avec la star du show, Lea Michele. Bien qu'amies en début de tournage, les deux actrices se sont éloignées au fur et à mesure des saisons. Elle reconnaît néanmoins que sa partenaire avait une bonne influence sur le regretté Cory Monteith.
Elle aborde aussi la chirurgie esthétique, l'actrice s'étant fait refaire la poitrine dès sa majorité.
Elle évoque également sa rupture avec Big Sean et son inimitié pour la chanteuse Ariana Grande, nouvelle copine du rappeur à cette époque.

### Disparition et mort
Le 8 juillet 2020, la police du comté de Ventura explique que l'actrice faisait une sortie en bateau aux abords du lac Piru près de Los Angeles (Californie), avec son fils de 4 ans. Trois heures après leur départ, celui-ci est retrouvé seul à bord du bateau. Le petit garçon indique aux enquêteurs que sa mère a sauté dans l'eau pour aller nager mais qu'elle n'est pas revenue,.
Des recherches sont lancées après la découverte de l'enfant, ce qui entraîne une fermeture du lac au public. La police évoque une possible noyade,. Le 9 juillet, le shérif du comté de Ventura confirme que Naya Rivera est présumée morte et que les plongeurs sont à la recherche du corps après que son fils a dit aux enquêteurs avoir vu sa mère disparaître sous l'eau. Le 10 juillet, le nombre de plongeurs est réduit de 100 à 40 en raisons des mauvaises conditions météorologiques, les recherches se poursuivant avec l'aide d'un sonar.
Le 11 et le 12 juillet, ses parents, son frère, son ancien compagnon — et père de son fils Josey —, ainsi que Heather Morris, prennent part aux équipes de recherches,. Le 13 juillet, le bureau du shérif du comté de Ventura annonce avoir retrouvé un corps dans le lac et qu'il s'agit bien celui de Naya Rivera. Selon les autorités, le bateau aurait dérivé à cause du vent et se serait éloigné des deux nageurs, Naya aurait finalement réussi à faire remonter son fils sur le bateau, mais n'aurait pas eu assez de force pour remonter elle-même. L'autopsie du 14 juillet confirme une mort par noyade accidentelle,. Le rapport d'autopsie de Naya Rivera précise que l'actrice a crié à l'aide.
Son certificat de décès indique qu'elle serait morte en quelques minutes. Elle est enterrée en toute discrétion le 24 juillet 2020 dans le cimetière Forest Lawn Memorial Park.  
En guise de solidarité, les créateurs de Glee, Ryan Murphy, Brad Falchuk et Ian Brennan décident de créer un fonds afin de financer les études du fils de Naya, Josey,. La majorité de la distribution de la série lui rend aussi hommage sur les réseaux sociaux ainsi que diverses célébrités,,,,,.
L’ex-mari de l’actrice Naya Rivera a décidé de porter plainte contre le comté de Ventura, la United Water Conservation District et Parks and Recreation Management pour négligence.

#### Hommage
Cinq mois après le décès de Naya Rivera, ses anciens partenaires de jeu dans la série Glee se sont souvenu d'une tradition qu'elle avait instaurée. Naya avait ainsi l'habitude chaque année d'organiser un Snixxmas Charity Drive à Noël. Il s'agit d'un évènement durant lequel elle proposait à ses proches de faire un cadeau aux enfants dans le besoin. En souvenir de la générosité de la jeune femme, les acteurs de Glee dont Heather Morris, Dianna Agron, Darren Criss, Jenna Ushkowitz, Kevin McHale, Amber Riley ou encore Chord Overstreet et plein d’autres ont choisi de perpétuer cette tradition d'une façon un peu différente en filmant des témoignages sur Naya. Ils ont ainsi lancé une collecte de fonds pour l'association Alexandria House qui aide les femmes et leurs enfants à trouver un logement en urgence. Naya Rivera était bénévole pour cette association.
Dans cette vidéo les auteurs ont pu dire : « Si vous avez eu la chance de connaître Naya, vous savez qu'elle a organisé des soirées épiques. La meilleure de toutes était sa fête de Noël annuelle, qu'elle a surnommée Snixxmas. Snixxmas était comme Naya elle-même… pétillante, fabuleuse et un sacré bon moment ! Mais ce n’était pas seulement des vêtements pailletés et glamour. […] Naya était plus grande que la vie, une amie pour tous, hilarante et incroyablement altruiste. Nous vous demandons à tous de vous joindre à nos efforts pour apporter un peu de joie Snixxmas dans la vie de ceux qui en ont besoin. Donnez ce que vous pouvez, afin que nous puissions aider cette merveilleuse organisation à continuer de fournir sécurité et abri aux femmes et aux enfants de Los Angeles. »
Jeudi 8 avril 2021, à l'occasion de la cérémonie des GLAAD Awards, qui récompense chaque année des œuvres et des personnalités pour leur rôle dans la représentation de la communauté LGBT dans les médias, les stars de la série Glee se sont réunies afin de rendre hommage à Naya Rivera, alors que cette année marque les dix ans du coming out de son personnage Santana Lopez. Parmi elles, se trouvaient Amber Riley (Mercedes), Darren Criss (Blaine), Heather Morris (Brittany), Kevin McHale (Artie), Jane Lynch (Sue), Matthew Morrison (Will), Chris Colfer (Kurt), Harry Shum Jr. (Mike), Jenna Ushkowitz (Tina), Becca Tobin (Kitty), Jacob Artist (Jake), Vanessa Lengies (Sugar), Alex Newell (Unique), Dot Jones (Coach Beiste), Lauren Potter (Becky), Jessalyn Gilsig (Terri) mais aussi la chanteuse Demi Lovato (Dani).
Demi Lovato, qui avait joué dans quelques épisodes de la série a confié : « Je n'ai pas à vous dire que cette année a été, une année, très difficile. Un moment particulier de chagrin d'amour me frappe : perdre mon amie Naya Rivera. Je chérirai toujours la chance que j'ai eu de jouer la petite amie de Naya, Dani dans Glee. Le personnage joué par Naya, Santana Lopez, était révolutionnaire pour les filles queer placardées, comme je l'étais à l'époque, et son ambition et ses réalisations inspirent les femmes latines du monde entier. C'est le pouvoir d'une série comme Glee. Et les jeunes LGBTQ, vous avez aussi du pouvoir. »  Jenna Ushkowitz, présente depuis le premier épisode de la série a révélé :  « Elle faisait rire tout le monde, à l'écran et en dehors, mais la vraie victoire était si vous la faisiez rire, parce que vous saviez que vous aviez fait quelque chose de vraiment drôle. »
Jane Lynch, qui interprétait la coach Sue Sylvester, s'est souvenue avec émotion : « Je me souviens qu'au moment où Naya est devenue un personnage régulier, elle était danseuse. Et j'ai toujours pensé qu'elle était mignonne et une grande danseuse. Puis Ryan Murphy a commencé à lui donner des répliques et je me disais : “Wow, cette fille, c'est vraiment quelque chose”. » De son côté, Heather Morris, qui interprétait Brittany S.Pierce la petite amie de Santana Lopez a partagé : « Je reçois toujours de nombreux messages de fans qui me disent à quel point les personnages lesbiens dans Glee les ont aidés. À chaque fois, ça me fait pleurer. »
Becca Tobin a de son côté révélé s'être pris une claque en la découvrant jouer : « Je me souviens être allée travailler un jour et elle était en train de tourner la séquence sur Nutbush City Limits. Et je crois que c'était la première fois que je la voyais performer en direct et vous ne pouviez pas décoller votre regard d'elle. »
Kevin McHale a révélé pour sa part que Naya était ouverte et généreuse avec tout le monde : « Quand Naya est décédée et que tous ces messages sont apparus sur les réseaux sociaux, les réactions étaient toujours les mêmes : elle vous traitait de la même façon qu'elle traitait sa famille ou quelqu'un qu'elle connaissait depuis des années. »
Dans un communiqué lu par les acteurs de Glee, la mère de Naya Rivera a notamment révélé : « Son désir a toujours été d'être la porte-parole de ceux qui n'ont pas de voix. Je ne crois pas qu'elle réalisait à quel point elle était importante pour ce monde. Je suis fière que ma fille ait aidé à changer le paysage et notre façon de voir les autres ».
Enfin, Matthew Morrison a souhaité rendre hommage sur l'autre grand rôle de sa vie : celui de maman. « Avec Naya on était de bons amis sur la série, mais je pense que notre amitié a pris une autre ampleur quand on a tous les deux eu des enfants », a-t-il dévoilé. « Et la voir consacrer autant d'énergie à son fils, c'était quelque chose d'incroyable à découvrir et dont je me souviendrai toujours. » Des propos approuvés par Jenna Ushkowitz, qui a de son côté précisé : « Son meilleur rôle a été celui de mère. »

## Filmographie

### Cinéma
- 2003 : Le Maître du Déguisement (The Master of Disguise) de Perry Andelin Blake : Captain America enfant
- 2009 : Frankenhood de Blaxwell Smart : Hottie
- 2011 : Glee, le concert 3D (Glee: The 3D Concert Movie) : Santana Lopez
- 2013 : At the Devil's Door de Nicholas McCarthy : Vera Moreno
- 2021 : Batman: The Long Halloween de Chris Palmer : Catwoman (voix, vidéofilm)

### Télévision

#### Téléfilms
- 2003 : House Blend de John Whitesell : Chloe
- 2017 : Mad Families de Fred Wolf : Felipa Jonas

#### Séries télévisées
- 1993 : The Royal Family : Hillary Winston (15 épisodes)
- 1993 : La Vie de famille : Gwendolyn (saison 4, épisodes 8, 16 et 19)
- 1993 : Le Prince de Bel-Air : Cindy (saison 3, épisode 16)
- 1993 : The Sinbad Show : Une invitée à la fête (saison 1, épisode 10)
- 1995 : Live Shot : Ann (saison 1, épisode 2)
- 1996 : Alerte à Malibu : Willa (saison 7, épisode 5)
- 1997-1999 : Le Petit Malin : Kelly (saison 1, épisode 7) / Tanya (saison 3, épisode 22)
- 1999 : The Jersey : Girl n° 2 (saison 1, épisode 3)
- 2002 : La Guerre des Stevens : Charlene (saison 3, épisode 9)
- 2003 : The Bernie Mac Show : Donna (11 épisodes)
- 2003 : Soul Food : Les Liens du sang : Lauryn (saison 4, épisodes 4 et 9)
- 2004 : Touche pas à mes filles : Gentille fille (saison 3, épisode 6)
- 2008 : Girlfriends : Karin (saison 8, épisode 13)
- 2008 : Les Experts : Miami : Rachel Calvado (saison 7, épisode 9)
- 2009-2015 : Glee : Santana Lopez (113 épisodes)
- 2015 : Devious Maids : Blanca Alvarez (saison 3, épisodes 1, 2, 3 et 7)
- 2016 : American Dad! : Lolo Fuentes (saison 11, épisode 11)
- 2018 - 2019 : Step Up: High Water : Collette Jones (rôle principal, 20 épisodes)

## Discographie

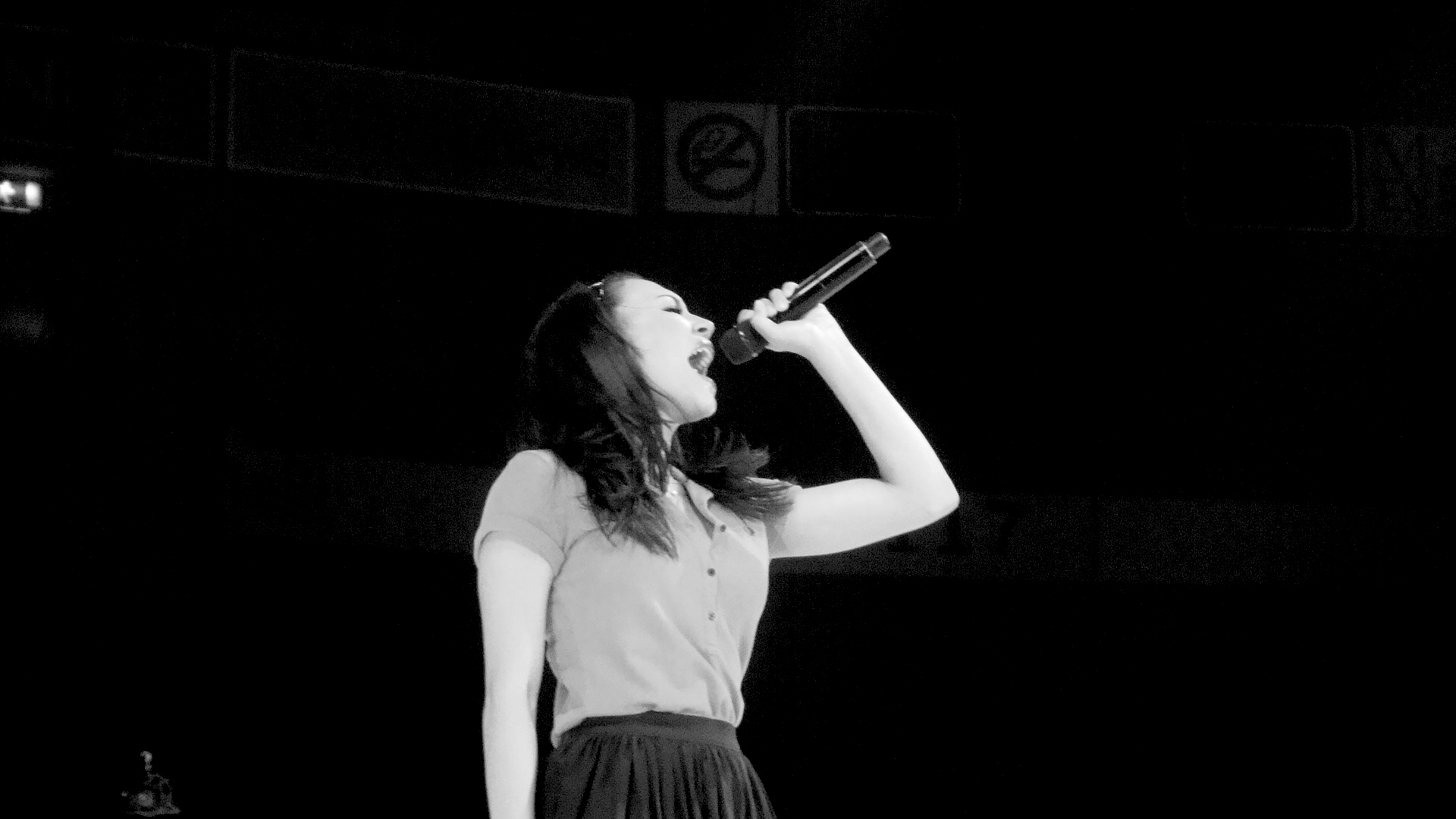
Naya Rivera pour Glee, le concert 3D en 2011.

### Singles
- 2013 : Sorry (en) (featuring Big Sean)

### Clips vidéos
- 2002 : B2K - Why I Love You
- 2012 : Supermassive Black Hole (reprise de Muse) en featuring avec le groupe 2CELLOS.

## Distinctions
Sauf indication contraire ou complémentaire, la majorité des informations mentionnées dans cette section proviennent de la base de données IMDb.

### Récompenses
- Young Artist Awards 1993 : Meilleure interprétation par une jeune actrice pour The Royal Family
- Gay People's Choice Awards 2010 : Favorite Music Duo or Group, prix partagé avec l'ensemble de la distribution de Glee
- Screen Actors Guild Awards 2010 : Meilleure distribution pour une série télévisée comique pour Glee
- ALMA Awards 2011 : Meilleure artiste féminine musicale pour Glee
- Teen Choice Awards 2011 : Groupe de musique préféré pour Glee
- ALMA Awards 2012 :
  - Meilleure actrice dans une série télévisée comique pour Glee
  - Meilleure artiste féminine musicale pour Glee
- Gold Derby Awards 2012 : Meilleure actrice de série télé dans un second rôle pour Glee
- NewNowNext Awards 2012 : Actrice la plus sexy pour Glee
- Festival du film de Giffoni 2013 : Giffoni Awards
- Behind the Voice Actors Awards 2014 : Meilleure doublage féminin pour The Naughty List
- People's Choice Awards 2014 : Copines préférées dans une série télévisée, prix partagé avec Lea Michele pour Glee

### Nominations
- Gold Derby Awards 2010 : Meilleure distribution pour Glee
- Imagen Awards 2010 : Meilleure actrice de série télé dans un second rôle pour Glee
- Lesbian/Bi People's Choice Awards (en) 2010 : Favorite Music Duo or Group, nomination partagée avec l'ensemble de la distribution de Glee
- Teen Choice Awards 2010 : Groupe de musique préférée pour Glee
- TV Land Awards 2010 : Future Classics, prix partagé avec l'ensemble de la distribution de Glee
- ALMA Awards 2011 : Meilleure actrice dans une série télévisée comique pour Glee
- Grammy Awards 2011 :
  - Grammy Award de la meilleure prestation vocale pop d'un duo ou groupe (Pour : Don't Stop Believin')
  - Grammy Award de la meilleure compilation pour les médias visuels (en) (Pour : Glee: The Music, Volume 1)
- Screen Actors Guild Awards 2011 : Meilleure distribution pour une série télévisée comique pour Glee
- Grammy Awards 2012 : Best Compilation Soundtrack for Visual Media (avec: Glee Cast ; pour Glee: The Music, Volume 4)
- Online Film and Television Association Awards 2012 : Meilleure actrice de série télé dans un second rôle pour Glee
- Screen Actors Guild Awards 2012 : Meilleure distribution pour une série télévisée comique pour Glee
- Screen Actors Guild Awards 2013 : Meilleure distribution pour une série télévisée comique pour Glee
- Teen Choice Awards 2014 : Meilleure voleuse de vedette dans une série pour Glee